# Jukur, Manvi
Jukur là một làng thuộc tehsil Manvi, huyện Raichur, bang Karnataka, Ấn Độ.